# The Way (Fastball)
The Way è un singolo del 1998 del gruppo musicale Fastball, estratto dall'album All the Pain Money Can Buy. Negli Stati Uniti il singolo ha raggiunto la posizione numero 1 della classifica Billboard's Modern Rock Tracks ad aprile e vi è rimasto per sette settimane.
Anche in Europa il singolo ha goduto di un ottimo successo, soprattutto radiofonico, dato che in realtà il singolo ha raggiunto soltanto la posizione numero 21 della classifica inglese e la numero 28 in quella italiana.
La canzone è inoltre stata piazzata da VH1 alla posizione 94 della speciale classifica "100 più grandi canzoni degli anni '90".
L'anno seguente alla sua uscita il brano è stato remixato dal DJ Gigi D'Agostino ed incluso nell'album L'amour toujours.

## Tracce
1. The Way
2. Are You Ready for the Fallout
3. Freeloader Freddy

## Classifiche internazionali
| Chart (1997)                 | Massima posizione |
| ---------------------------- | ----------------- |
| UK                           | 28                |
| Svizzera                     | 36                |
| Olanda                       | 90                |
| Svezia                       | 7                 |
| Norvegia                     | 15                |
| Italia                       | 28                |
| Australia                    | 14                |
| Billboard Modern Rock Tracks | 1                 |